# Paraxerus palliatus
Espèce
Statut de conservation UICN

 LC  : Préoccupation mineure
L'Écureuil à ventre rouge (Paraxerus palliatus) est une espèce de la famille des sciuridés. C'est une sorte d’écureuil arboricole africain ou écureuil de brousse.

## Mode de vie de l'espèce
Il s'agit d'une espèce de rongeurs de la famille Sciuridae. Elle se trouve au Kenya, au Malawi, Mozambique, Somalie, Afrique du Sud, la Tanzanie et le Zimbabwe. Ses habitats naturels tropicaux ou subtropicaux sont les forêts sèches, subtropicales ou tropicales humides des basses terres des forêts, tropicales et subtropicales sèches ou arbustive.
Cette espèce est répartie le long de la côte d'Afrique de l'Est, allant du sud de la Somalie (au sud du jubé de la rivière) dans le nord, le sud de la province de KwaZulu-Natal en Afrique du Sud, de trouver aussi loin au sud le long de la côte du lac de Sainte-Lucie, avec une population isolée dans le Ongoye Forest. L'espèce se trouve également sur le mont Selinda dans l'est du Zimbabwe, et par beaucoup de Malawi, y compris le mont Mulanje (2000 m d'altitude). Dans cet ordre de leur apparition est inégale et discontinue en raison de leurs besoins en matière d'habitat (Skinner et Smithers, 1990).[pas clair]

## Habitat et écologie
Cette espèce a été enregistrée à partir d'une variété de types d'habitats, y compris à sec ou humide, forêts, terres boisées, des forêts riveraines et des bosquets. Il est arboricole et diurne, et habituellement solitaire. L'espèce a une, ou peut-être deux, portées par an d'une ou de deux jeunes.